# Majan d'Antioche
Majan d'Antioche est un confesseur venu d'Antioche d'après la légende, arrivé à Lombez pour christianiser la région vers l'an 600.

## Biographie
Aucun document primitif n'a été transmis sur la vie de ce saint. La vie de saint Majan a été transmise par la tradition religieuse. Le missel de Lombez place la vie de Majan au VIe siècle. Il serait venu du Proche-Orient pour faire un pèlerinage à Rome et dans les lieux saints d'Italie puis serait venu évangéliser les habitants des environs de Lombez.
Le texte le plus ancien concernant Majan est un acte passé un 21 mars, la XXIe année du règne de Charlemagne, rédigé à Béziers, de donation du lieu nommé Lombez et de l'oratoire de saint Méjan à Attilon, abbé de Saint-Thibéry par un duc d'Aquitaine, Raymond dit Rafinel :
Dono locum qui appellatur Lombès situm in territorio tolosano super rivulum Save, in quo est ecclesia consecrata in honore genitricis  Dei Mariæ et oratorium non longe positum  in quo requiescit Christi confessor Maianus.
Cet acte de donation est considéré comme un faux par les rédacteurs de l'Histoire générale de Languedoc.
Le récit de nombreux miracles aurait attesté sa sainteté et attiré de nombreux pèlerins sur sa tombe. Sa notoriété aurait conduit deux moines de l'abbaye de Villemagne à venir voler ses reliques en 892 pour les ramener à cette abbaye qui a été dédiée à ce saint en 893. 
Dans sa recherche de textes sur l'histoire des abbayes bénédictines, dom Estiennot a réuni des textes qu'il a pu découvrir dans les abbayes du Languedoc. Il a recherché à l'abbaye de Villemagne des actes pouvant prouver l'historicité de saint Majan.
Saint Majan a été confondu avec saint Méen, saint breton du VIe ou VIIe siècle, dans Analecta Bollandiana' III, p. 142-157. Cette confusion a été relevée par Jean-Loup Lemaître dans l'article « Majan et Méen. Remarques sur BHL 5944-46 », dans Analecta Bollandiana, 2001, volume 119, no 2, p. 339-343.
Fête de saint Majan, le 2 juin.